# Абано (ледник)
Абано (груз. აბანო) — ледник, расположенный на склоне горы Казбек в Казбегском районе Грузии. Длина ледника Абано оценивается в 4,6 км, площадь — 1,6 км², максимальная ширина «языка» — 610 метров.
Ледник питает реку Блот, впадающую в Чхери.

## Описание
Известны три пульсирующих ледника на Казбекско-Джимарайском массиве: Девдоракский, Абано, Колка; это редкое явление — подобная концентрированность пульсирующих ледников в одном массиве. В начале XX века ледник Абано обрушивался дважды.
В ущелье Чхери можно рассмотреть несколько лавовых потоков Казбека. На склонах левого берега видны выходы андезитов и такситовых (полосатых) лав. Ледники Абано и Гергети разделены скальным отрогом, на всём своём протяжении имеющим грандиозные отвесные скальные стены.
В 1909—1910 гг., в результате обвалов с г. Багни на поверхность ледника, образовались четыре катастрофических гляциальных селя, которые прошли по рекам Блота и Чхери, разрушили Чхерский мост, на время перегородили р. Терек и нанесли ущерб сельскохозяйственным угодьям вблизи Военно-Грузинской дороги.